# Paddockwood n.º 520
Paddockwood n.º 520 es un municipio rural canadiense situado en la provincia de Saskatchewan.

## Superficie
Paddockwood n.º 520 tiene una superficie de 2450,94 km².

## Demografía
En 2021, tenía 1071 habitantes, una densidad poblacional de 0,4 hab./km², y 623 viviendas.